# ТЭЦ Кнурув
ТЭЦ Кнурув — теплоэлектроцентраль на юге Польши, расположенная примерно в два с половиной десятка километров к юго-западу от Катовиц.
Еще в начале 1900-х годов рядом с Кнурувом была построена шахта Кнурув (ныне Кнурув-Щигловице), для обеспечения потребностей которой в 1969 году была запущена собственная энергетическая площадка.
По состоянию на 2007 год здесь работали три паровых котла типа OPG-36, один из которых был изготовлен еще в 1928 году компанией Humboldt, а два в 1942—1943 годах австрийской Pauker. Они работали на угле, но также могли использовать определенные объемы биомассы и биогаза. Котлы питали два турбогенератора, один из которых был изготовлен в Швеции и имел турбину Ljungstrom мощностью 7,5 МВт и генератор Stal DM 60 B 1515, в то время как другой состоял из турбины Siemens EK 48/8/14,5 мощностью 8 МВт и генератора VEB Goerlitzen Maschinenbaun.
По состоянию на 2019 год на станции также использовались три паровых котла, один из которых относился к типу OR-32N (а еще по одному — к уже упомянутым ранее Humboldt и Pauker). Кроме того, работали два угольных водогрейных котла типа WR-12.
Для удаления продуктов сгорания построена дымовая труба высотой 129 метров.
С 1995 года ТЭЦ работает отдельно от шахты.